# Agila I.

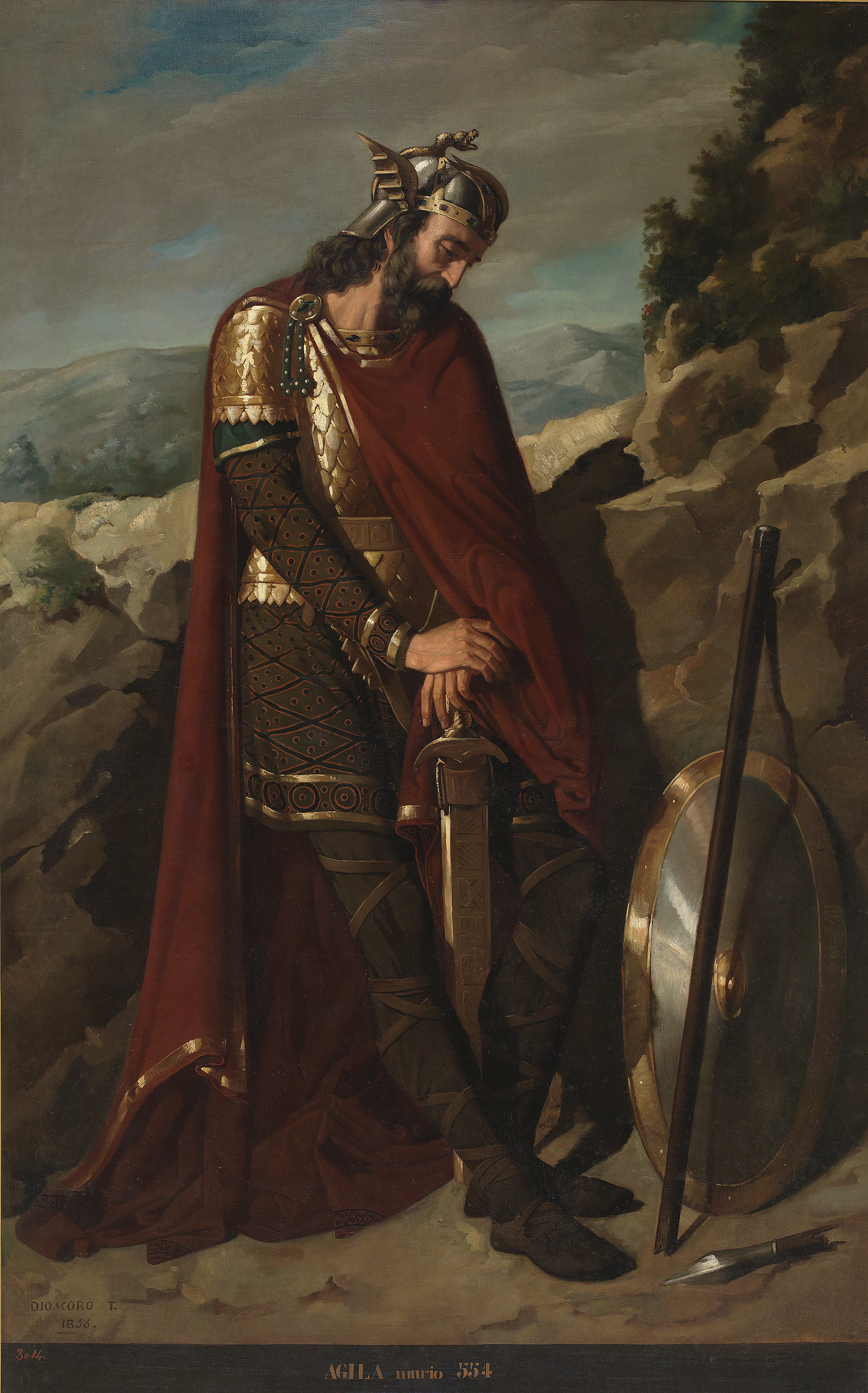
Agila I.

Agila I. (* vor 549; † März 555 in Mérida) war von Dezember 549 bis März 555 König der Westgoten.
Agila wurde nach der Ermordung seines Vorgängers Theudigisel zum König gewählt. Schon im Jahr 550 erhob sich die Stadt Córdoba gegen ihn. Agila versuchte die Rebellion zu unterdrücken, doch die Aufständischen bereiteten ihm eine schwere Niederlage; er verlor seinen Sohn, den Königsschatz und einen großen Teil seines Heeres. Dadurch war er so geschwächt, dass es 551 zu einer weiteren Erhebung gegen ihn kam, die von dem Adligen Athanagild angeführt wurde. Athanagild bemächtigte sich der Stadt Sevilla und versuchte Agila zu entmachten, was ihm zunächst nicht gelang. Darauf bat Athanagild den oströmischen Kaiser Justinian um Hilfe. Im Sommer 552 landeten kaiserliche Truppen unter dem patricius Liberius im Süden der Iberischen Halbinsel. Gemeinsam mit Athanagilds Streitmacht fügten sie Agila eine Niederlage zu. Sie konnten ihn aber nicht entscheidend schlagen; drei Jahre lang tobte der Krieg, bis schließlich Agila von seinen eigenen Anhängern ermordet wurde. Daraufhin wurde Athanagild allgemein als König anerkannt. Die Oströmer blieben aber im Land, annektierten die von ihnen eroberten Gebiete in der einstigen Baetica, die als Provinz Spania organisiert wurden und einen eigenen magister militum erhielten, und kämpften nun ihrerseits gegen Athanagild. Erst 625 gelang es den Goten, die kaiserlichen Truppen aus Südspanien zu vertreiben.